# Andrew Marton
Andrew Marton, oorspronkelijk Marton Endre, (Boedapest, 27 januari 1904 - Santa Monica, 7 januari 1992) was een Hongaars filmregisseur en -producer die zich naturaliseerde tot Amerikaans staatsburger.
Hij kwam voor het eerst in 1923 in Hollywood, maakte enkele middelmatige films in Duitsland en keerde terug naar Hollywood in de loop van de jaren '30. Tijdens de Tweede Wereldoorlog coregisseerde hij verschillende Amerikaanse films. Het duurde echter nog tot 1950 dat hij zijn grote doorbraak maakte met de film King Solomon's Mines. Twee jaar later regisseerde hij Storm over Tibet, een project waaraan producer Harald Dyrenfurth al in 1934 was begonnen. Met de film Ben Hur uit 1959 behaalde bij een Golden Globe in de categorie Special Award.
Enkele grote films uit de jaren '60 waren The Longest Day uit 1962 en The Thin Red Line uit 1964. Met the Longest Day behaalde hij samen met Ken Annakin en Bernhard Wicki de prijs Outstanding Directorial Achievement in Motion Pictures van het Directors Guild of America.

## Filmselectie
| Film                           | Jaar |
| ------------------------------ | ---- |
| Gallant Bess                   | 1946 |
| King Solomon's Mines           | 1950 |
| The Devil Makes Three          | 1952 |
| Storm Over Tibet               | 1952 |
| The Wild North                 | 1952 |
| Gypsy Colt                     | 1953 |
| Green Fire                     | 1954 |
| Prisoner of War                | 1954 |
| Ben-Hur                        | 1959 |
| It Happened in Athens          | 1962 |
| The Longest Day                | 1962 |
| The Thin Red Line              | 1964 |
| Clarence, the Cross-Eyed Lion  | 1965 |
| Crack in the World             | 1965 |
| Around the World under the Sea | 1966 |
| Birds Do It                    | 1966 |
| Africa - Texas Style!          | 1967 |
| Kampf um Rom I                 | 1968 |
| Kampf um Rom II - Der Verrat   | 1969 |

- Bibsys: 3044705
- Biblioteca Nacional de España: XX1297734
- Bibliothèque nationale de France: cb138971610 (data)
- Gemeinsame Normdatei: 119084295
- International Standard Name Identifier: 0000 0001 1475 1145
- Library of Congress Control Number: n88226294
- Nationale Bibliotheek van Tsjechië: xx0175523
- Nationale Bibliotheek van Israël: 987009841574405171
- Nederlandse Thesaurus van Auteursnamen: 336398395
- SNAC: w6xk9h88
- Système universitaire de documentation: 084615680
- Virtual International Authority File: 74038164
- WorldCat: E39PBJycKfc3wkPFfPGjJPCPcP